# Camp gaulois d'Arebona
Le camp gaulois d'Arebona, situé sur le territoire de la commune de Pont-Remy dans le département de la Somme, en région Hauts-de-France à une dizaine de kilomètres à l'est d'Abbeville, est un archéosite traitant de la période gauloise correspondant au Ier siècle av. J-C.

## Historique
La mise au jour de vestiges d'un chaland gallo-romain est à l'origine du projet de reconstitution de ce chaland du Ier / IIe siècle.
L'association « Les Ambiani »  est à l'origine de ce projet. De 2010 à 2012 furent construits une halle pour abriter le bateau, une forge et une maison d'habitation. 
Arebona, qui signifie le village près de la rivière en langue gauloise, a été inauguré en 2016.

## Caractéristiques
Situé près de la Somme dont il est séparé par le chemin de halage, le camp complète la reconstitution d'un chaland gaulois effectuée par les Ambiani, une association formée de passionnés de l’époque gauloise. Composée d’archéologues professionnels, d’amateurs d’Histoire et de gens du spectacle, l'association a également reconstitué une pirogue gauloise.
Dans le camp, une habitation, des ateliers de forgeron, de potier, un four à sel sont ouverts à la visite.
Un autre objectif de ce projet d'archéologie expérimentale est d’observer le vieillissement des structures et d'assurer l’entretien nécessaire au fil du temps.

## Gestion du site
Le site d'Arebona est géré par une association à but non lucratif : « Les Ambiani ».
Depuis 2018, il est accessible quatre week-ends par an, lors de portes ouvertes thématiques organisées par l'association : métallurgie, arts de la guerre, tissage, etc.

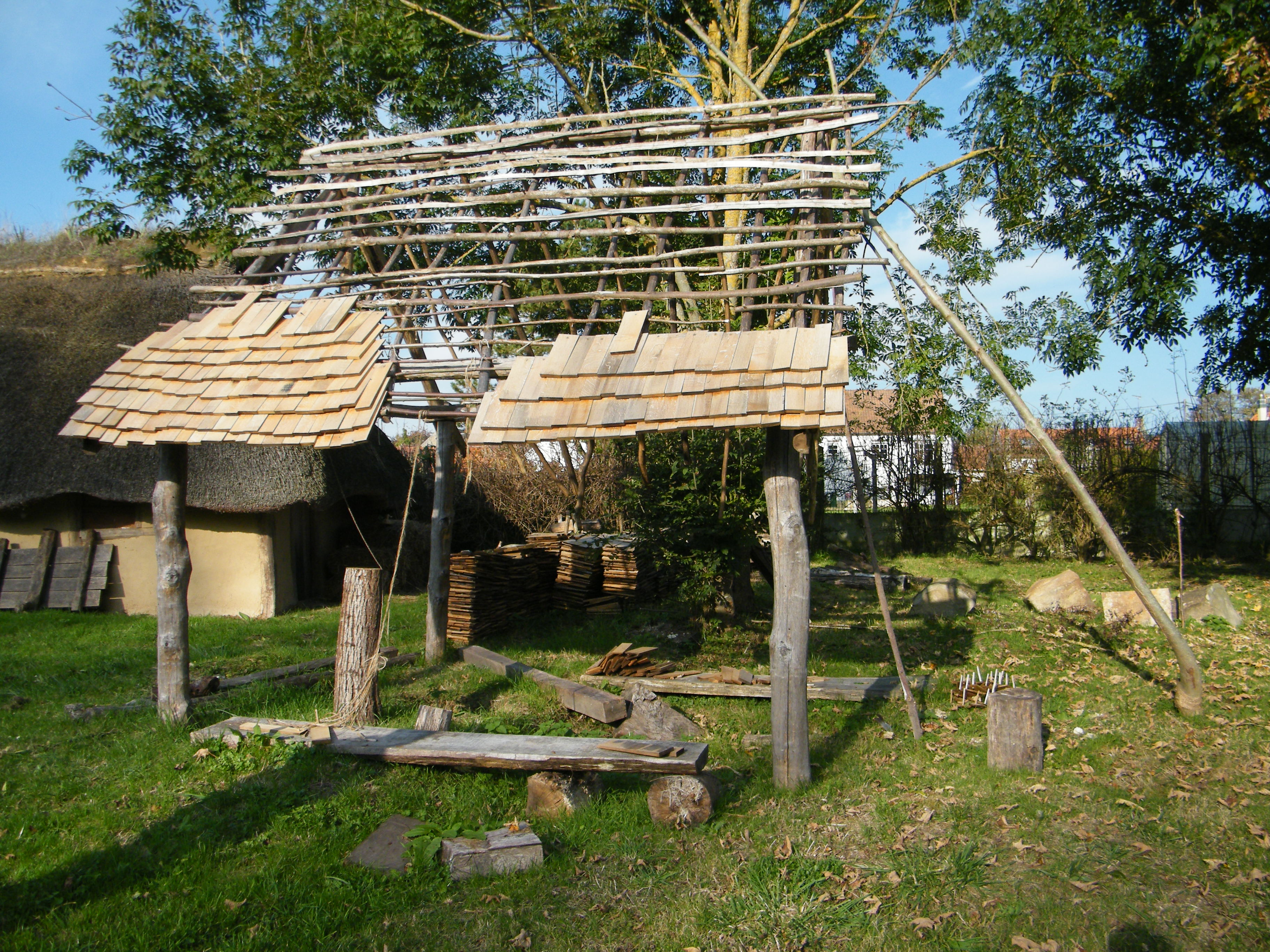
Atelier du potier, en construction.
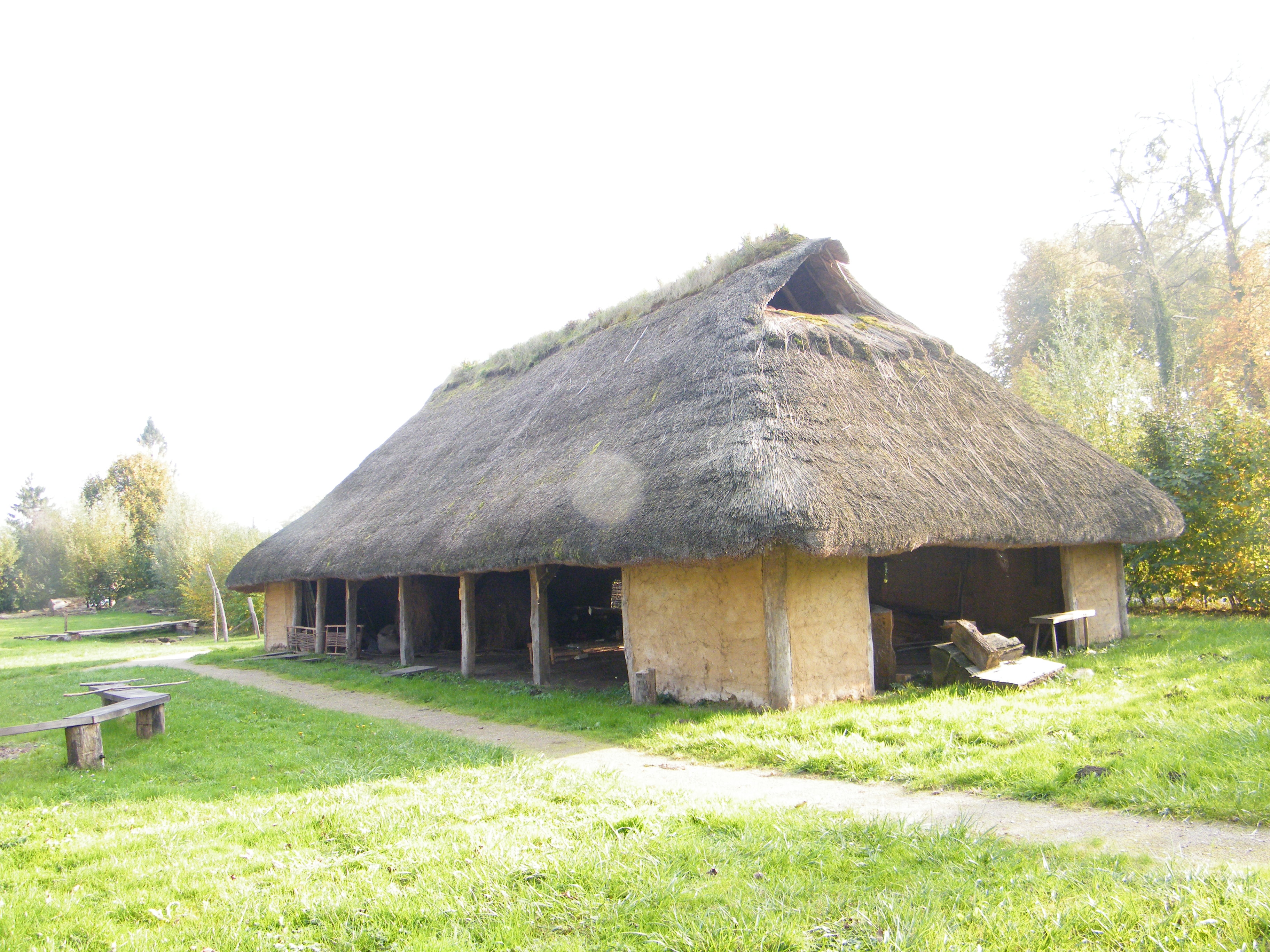
Bâtiment collectif.
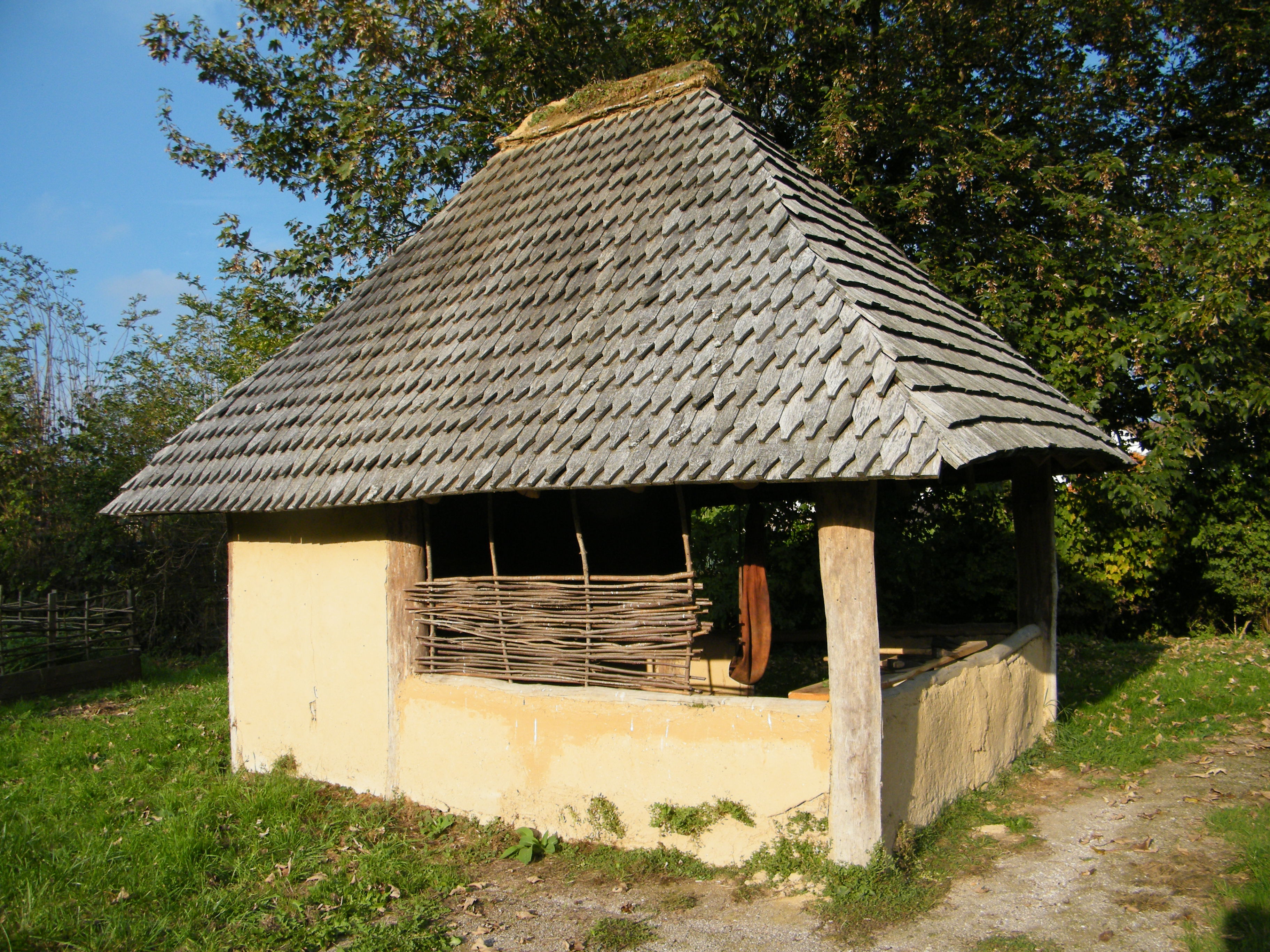
La forge.
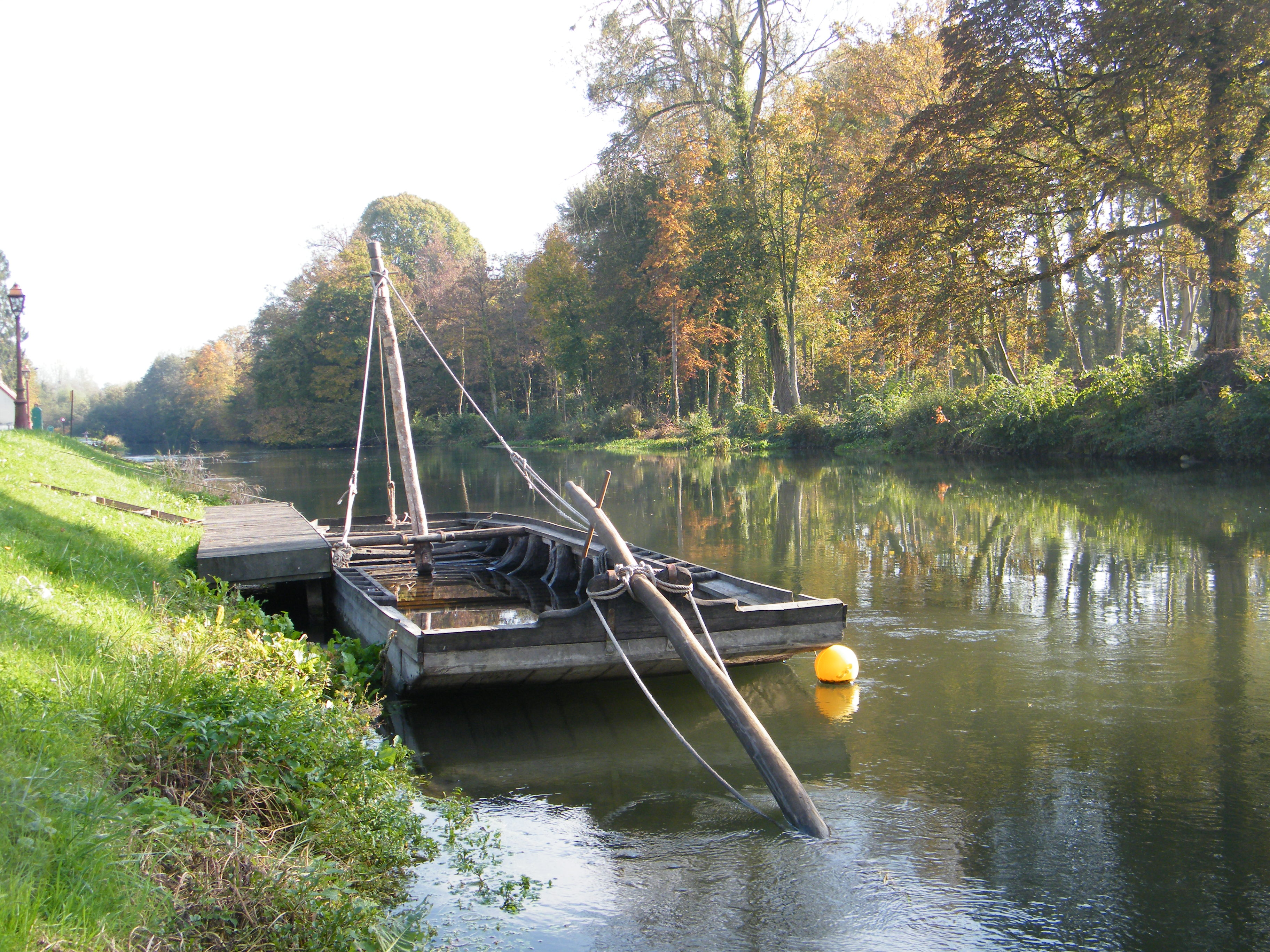
Chaland gaulois.